# 羅伯·里戈爾
羅伯·里戈爾（英語：Robert Allen "Rob" Riggle, Jr.，1970年4月21日—）是美國的一位演員，他也曾是一位美國海軍軍人。里戈爾是喜劇中心節目《每日秀》在2006年至2008年的主持人之一。

## 外部連結
- 官方网站
- Rob Riggle （页面存档备份，存于） at Comedy Central's The Daily Show
- 羅伯·里戈爾在互联网电影资料库（IMDb）上的資料（英文）